# Sahim Omar Kalifa
Sahim Omar Kalifa (Zakho, 1980) is een Belgisch filmregisseur en filmscenarist van Koerdische afkomst.
Kalifa werd geboren in Iraaks Koerdistan, maar vluchtte in 2001 naar België. Zijn familie was al enkele jaren eerder naar België getrokken. Hij maakte de overtocht illegaal, verstopt in het laadruim van een vrachtwagen. Bij zijn aankomst belandde hij eerst in een opvangcentrum voor vluchtelingen in Luik, maar na twee maanden mocht hij zijn familie vervoegen in Leuven.
In 2008 studeerde Kalifa af als filmregisseur aan Sint-Lukas te Brussel. Zijn afstudeerproject, de kortfilm Nan, werd op het Internationaal Kortfilmfestival Leuven bekroond met een wildcard van het VAF. Ook zijn volgende kortfilms, Baghdad Messi, Bad Hunter en Land of the Heroes, vielen meermaals in de prijzen, op diverse filmfestivals wereldwijd. Op het Film Fest Gent 2017 stelde hij zijn eerste langspeelfilm voor, getiteld Zagros. Die werd er bekroond met de Grand Prix van het festival.

## Filmografie

### Kortfilms
- Nan (2008)
- Land of the Heroes (2011)
- Baghdad Messi (2012)
- Bad Hunter (2013)

### Langspeelfilms
- Zagros (2017)